# Youness Rahimi
Youness Rahimi (Helsinki, 13 febbraio 1995) è un calciatore finlandese, attaccante del Gilla.

## Carriera

### Club
Il 10 aprile 2019 viene acquistato a titolo definitivo dalla squadra finlandese del RoPS.
A maggio 2021 è stato ingaggiato dai norvegesi del Brattvåg.